# Stadsprijs Geraardsbergen 1912
De 1e editie van de Belgische wielerwedstrijd Stadsprijs Geraardsbergen werd verreden op 28 augustus 1912. De start en finish vonden plaats in Geraardsbergen. De winnaar was Aloïs Persijn, gevolgd door Jozef Van Isterdael en Abel De Vogelaere.

## Uitslag
| Stadsprijs Geraardsbergen 1912 |                     |             |      |
| Plaats                         | Naam                | Ploeg       | Tijd |
| Winnaar                        | Aloïs Persijn       | individueel |      |
| 2                              | Jozef Van Isterdael | individueel |      |
| 3                              | Abel De Vogelaere   | individueel |      |

1912 · 1913 · 1914–1926 · 1927 · 1928–1932 · 1933 · 1934 · 1935 · 1936 · 1937 · 1938 · 1939 · 1940 · 1941 · 1942 · 1943 · 1944 · 1945 · 1946 · 1947 · 1948 · 1949 · 1950 · 1951 · 1952 · 1953 · 1954 · 1955 · 1956 · 1957 · 1958 · 1959 · 1960 · 1961 · 1962 · 1963 · 1964 · 1965 · 1966 · 1967 · 1968 · 1969 · 1970 · 1971 · 1972 · 1973 · 1974 · 1975 · 1976 · 1977 · 1978 · 1979 · 1980 · 1981 · 1982 · 1983 · 1984 · 1985 · 1986 · 1987 · 1988 · 1989 · 1990 · 1991 · 1992 · 1993 · 1994 · 1995 · 1996 · 1997 · 1998 · 1999 · 2000 · 2001 · 2002 · 2003 · 2004 · 2005 · 2006 · 2007 · 2008 · 2009 · 2010 · 2011 · 2012 · 2013 · 2014 · 2015 · 2016 · 2017 · 2018 · 2019 · 2020 · 2021 · 2022